# (3902) Yoritomo
(3902) Yoritomo est un astéroïde de la ceinture principale.

## Description
(3902) Yoritomo est un astéroïde de la ceinture principale. Il fut découvert le 14 janvier 1986 à Nasukarasuyama par Shigeru Inoda et Takeshi Urata. Il présente une orbite caractérisée par un demi-grand axe de 3,23 UA, une excentricité de 0,06 et une inclinaison de 15,6° par rapport à l'écliptique.

## Compléments